# Cuevitas, Texas
Cuevitas, Texas (енгл. Cuevitas) насељено је место без административног статуса у америчкој савезној држави Тексас.

## Демографија
По попису из 2010. године број становника је 40, што је 3 (8,1%) становника више него 2000. године.
| Група             | 2000.       | 2010.       |
| Белци             | 0 (0,0%)    | 0 (0,0%)    |
| Афроамериканци    | 0 (0,0%)    | 0 (0,0%)    |
| Азијати           | 0 (0,0%)    | 0 (0,0%)    |
| Хиспаноамериканци | 37 (100,0%) | 40 (100,0%) |
| Укупно            | 37          | 40          |